# Dellys

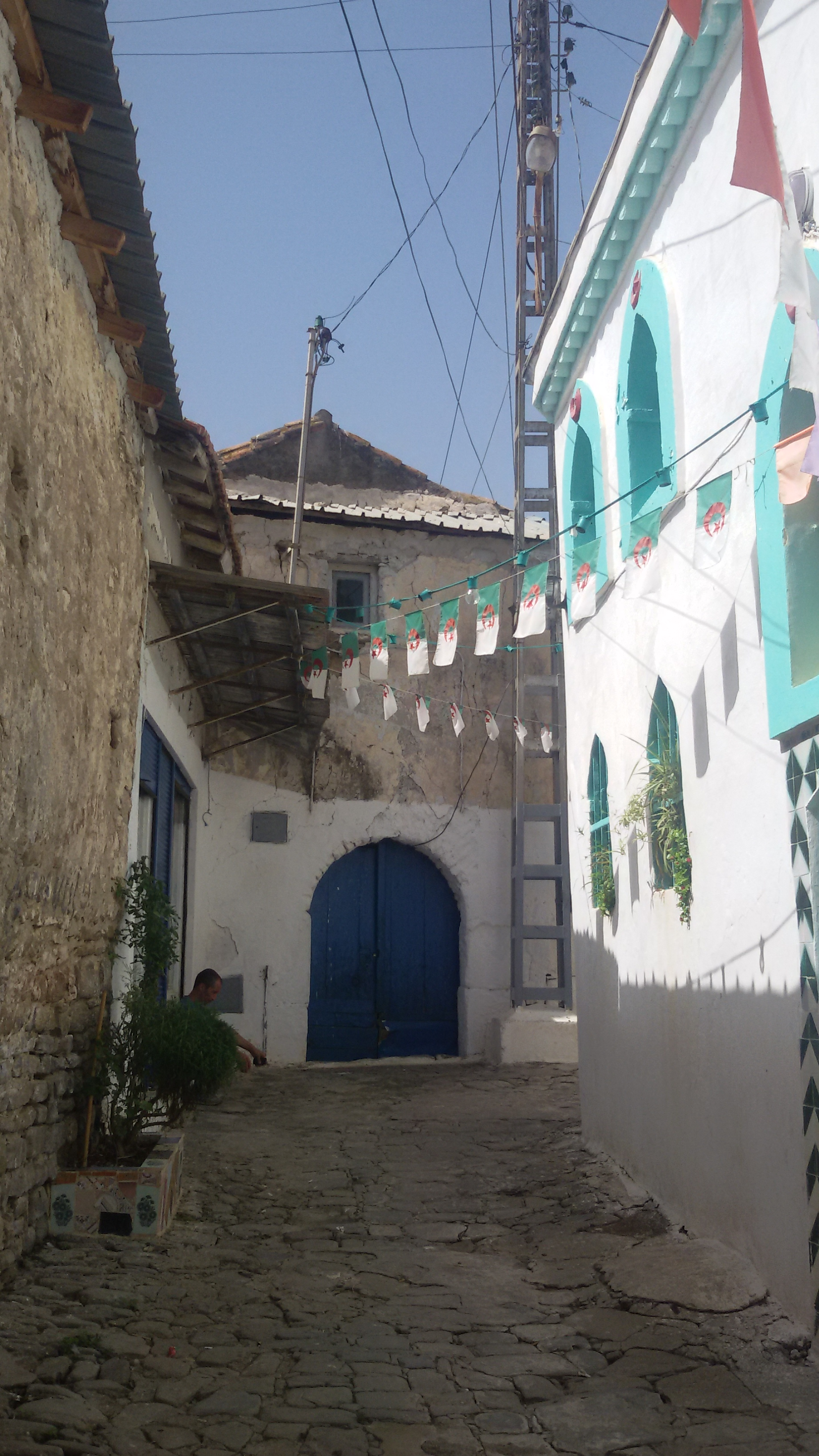
Dellys

Dellys är en ort i Algeriet.   Den ligger i provinsen Boumerdès, i den norra delen av landet, 80 km öster om huvudstaden Alger. Dellys ligger 63 meter över havet och antalet invånare är 26 384.
Terrängen runt Dellys är lite kuperad. Havet är nära Dellys norrut. Runt Dellys är det tätbefolkat, med 331 invånare per kvadratkilometer. Närmaste större samhälle är Makouda, 19,7 km sydost om Dellys. Trakten runt Dellys består till största delen av jordbruksmark.